# 경주 효소왕릉
경주 효소왕릉(慶州 孝昭王陵)은 대한민국 경상북도 경주시 조양동에 있는 신라 제32대 효소왕(재위 692∼702) 무덤이다. 1969년 8월 27일 대한민국의 사적 제184호로 지정되었다.

## 개요
신라 제32대 효소왕(재위 692∼702) 무덤이다.
신문왕(재위 681∼692)의 아들로서 삼국을 통일한 후 안정과 발전이 있던 시기에 왕위에 올라 서시전과 남시전 등 시장을 열어 물품의 유통을 쉽게 하였다.
높이 4.3m, 지름 10.3m의 둥글게 흙을 쌓은 원형 봉토무덤이다. 밑둘레에는 자연석을 이용해 둘레석을 돌렸으나 현재 몇 개만이 남아있다. 무덤에는 아무런 장식이 없고, 혼령이 머무는 자리라는 혼유석만이 있다.
『삼국사기』에 의하면 702년에 왕이 죽자 이름을 효소라 하고 망덕사 동쪽에 장사지냈다고 했으나, 현재 서쪽에 있는 이 무덤은 망덕사지에서 남남동 방향으로 약 8km 거리에 있어 차이가 많음을 알 수 있다. 따라서, 망덕사지 동쪽에 있는 신문왕릉을 효소왕릉으로 보는 견해도 있다.

## 현지 안내문
이 능은 신라 제32대 효소왕을 모신 곳이다. 토함산 서쪽에 있는 형제봉의 동남쪽 구릉 끝자락에 있다. 능은 밑 둘레 약 67m, 지름 약 20m, 높이 약 4.5m로 둥글게 흙을 쌓아 올린 원형 봉토분이다. 봉분 아래쪽에는 자연석을 사용하여 호석을 돌렸으나 지금은 몇 개만이 드러나 있다. 아무런 장식이 없으며 동쪽 가까운 곳에는 성덕왕릉이 있다. 
효소왕은 삼국을 통일한 후 안정과 발전이 있던 시기에 왕위에 올랐다. 제위 기단 동안 시장에 대한 일을 보는 관아인 서시전과 남시전을 두어 경제력을 확충하고 당나라, 일본과 문물을 교류하는등 국력을 키우는 데 힘썼다.

## 같이 보기
- 효소왕

## 참고 자료
- 경주 효소왕릉 - 국가유산청 국가유산포털